# Spodochlamys gigas
Spodochlamys gigas är en skalbaggsart som beskrevs av Murray 1857. Spodochlamys gigas ingår i släktet Spodochlamys och familjen Rutelidae. Inga underarter finns listade i Catalogue of Life.